# Индијски потконтинент
Индијски потконтинент се може сматрати великим полуострвом Азије, које се се у облику трoугла простире дубоко на југ ка Индијском океану. Потконтинентом се назива због тога што је некада био саставни део Гондване, који се одвојио и спојио са Азијом. Већину овог потконтинента заузима висораван Декан, висине око 500 метара. На северу ове висорави је планина Винђа, а на истоку и западу су планине Источни и Западни Гати. Западни Гати доистижу висину од 2.700 метара надморске висине. На крајњем југу полуострва је рт Коморин. На западу, обала према Арапском мору обухвата обалу Конкани и Малабарску обалу. На истоку је Бенгалски залив. Углавном обухвата земље Бангладеш, Бутан, Индија, Малдиви, Непал, Пакистан и Шри Ланка. Термини Индијски потконтинент и Јужна Азија се понекад користе наизменично за означавање региона, иако геополитички термин Јужна Азија често укључује Авганистан, а понекад чак и Британску територију Индијског океана. Геошема Уједињених нација за Азију такође укључује Иран у јужној Азији.
Геолошки, Индијски потконтинент је повезан са копном које се одвојило од суперконтинента Гондване током креде и спојило се са евроазијским копном пре скоро 55 милиона година. Географски, то је полуострво у јужној-централној Азији, омеђено Хималајима на северу, Хиндукушом на западу и Араканезом на истоку. Суседни географски региони око потконтинента укључују Тибетанску висораван на северу, Индокинеско полуострво на истоку и Персијску висораван (или Велики Иран) на западу.

## Име
Према Оксфордском речнику енглеског језика, термин потконтинент означава „подељење континента којe има посебан географски, политички или културни идентитет“ и такође „велику копнену масу нешто мању од континента“. Његова употреба за означавање индијског потконтинента је евидентирана од раног двадесетог века када је већина територије била део Британске Индије, јер је то био погодан термин за означавање региона који обухвата Британску Индију и кнежевске државе под британском врховном влашћу.
Индијски потконтинент као термин је био посебно уобичајен у Британској империји и њеним наследницима, док је термин Јужна Азија чешћа употреба у Европи и Северној Америци. Према историчарима Сугата Босе и Ајеша Јалал, индијски потконтинент је постао познат као Јужна Азија „у новијем и неутралном језику“. Индолог Роналд Б. Инден тврди да употреба термина Јужна Азија постаје све раширенија, будући да јасно разликује регион од Источне Азије. Док Јужна Азија, тачнији термин који одражава савремена политичка разграничења региона, замењује Индијски потконтинент, термин који је уско повезан са колонијалним наслеђем региона, као насловни термин, овај други се још увек широко користи у типолошким студијама.
Од поделе Индије, грађани Пакистана (који је постао независан од Британске Индије 1947. године) и Бангладеша (који је постао независан од Пакистана 1971. године) често доживљавају употребу Индијског потконтинента као увредљиву и сумњиву због доминантног положаја Индије у називу. Као такав се све мање користи у тим земљама. У међувремену, многи индијски аналитичари радије користе овај термин због социо-културних сличности у региону. Регион је такође називан „Азијски потконтинент“, „Јужноазијски потконтинент“, као и „Индија“ или „Велика Индија“ у класичном и пре-модерном смислу.

## Геологија
Индијски потконтинент је раније био део Гондване, суперконтинента формираног током касног неопротерозоика и раног палеозоика. Гондвана је почела да се распада током мезозоика, са индијским потконтинентом који се одвојио од Антарктика пре 130-120 милиона година и Мадагаскара пре око 90 милиона година током креде. Индијски потконтинент се касније повукао ка североистоку, сударајући се са Евроазијском плочом пре скоро 55 милиона година, пред крај палеоцена. Зона у којој се спајају евроазијска и индијска потконтинентна плоча остаје геолошки активна, склона великим земљотресима.
Физиографски, то је полуострво у јужној централној Азији омеђено Хималајима на северу, Хиндукушом на западу и Араканезом на истоку. Протеже се на југ у Индијски океан са Арабијским морем на југозападу и Бенгалским заливом на југоистоку. Већи део овог региона почива на Индијској плочи и изолован је од остатка Азије великим планинским баријерама. Лакадивска острва, Малдиви и архипелаг Чагос су три низа коралних атола, кејева и острва на индијској плочи заједно са гребеном Чагос-Лакадив, подморским гребеном који је настао северним наношењем Индијске плоче преко жаришта Рејуњон током ере креде и раног кенозоика. Малдивски архипелаг се уздиже из основе вулканских базалтних излива са дубине од око 2000 m чинећи централни део гребена између Лакадива и Великог Чагос спруда.